# 波羅的-斯拉夫語族
波羅的-斯拉夫語族（Baltic-Slavic languages）是印歐語系中波羅的語族和斯拉夫語族的合稱。波羅的語族的語言和斯拉夫語族的語言共同點較多，兩者較為接近。但波羅的諸語和斯拉夫諸語是否是同一語族，目前仍然有爭議